# 詹姆斯·盖尔纳德
詹姆斯·盖尔纳德（1828年3月22日—1912年11月4日）是一位英国历史学家，专攻早期都铎王朝的历史，主要作品有《玫瑰战争、亨利七世与都铎王朝的兴起》（Letters and Papers illustrative of the Reigns of Richard III and Henry VII，1863年）等。